# Gneu Neri
Gneu Neri (en llatí Cnaeus Nerius) va ser un destacat romà de la tribu Papínia.
Era qüestor l'any 49 aC i d'aquest càrrec es conserven algunes monedes amb la representació del temple de Saturn on es guardava el tresor. Després va acusar Publi Sesti de suborn l'any 56 aC, segons diu Ciceró.